# Kaiserquartett
Das Kaiserquartett (Hob. III:77) ist ein Streichquartett in C-Dur von Joseph Haydn. Es trägt die Opuszahl 76, Nr. 3.
Das Kaiserquartett gehört zu den sechs Streichquartetten, die Joseph Haydn 1797 im Alter von 65 Jahren nach seiner Rückkehr aus London komponierte und dem Grafen Erdődy widmete. Sie wurden 1799 veröffentlicht. Das dritte dieser Quartette erhielt den Beinamen „Kaiserquartett“, da dessen zweiter Satz (G-Dur, Poco adagio, cantabile) vier Cantus-firmus-Variationen über das Thema des von Haydn zuvor komponierten „Volksliedes“ (so die Erstausgabe 1797) Gott! erhalte Franz, den Kaiser enthält. Rund 40 Jahre später dichtete August Heinrich Hoffmann von Fallersleben sein Lied der Deutschen, dessen dritte Strophe heute als Text der deutschen Nationalhymne fungiert, auf dem damals britischen Helgoland zu Haydns berühmter und beliebter Melodie. Diese weist stellenweise motivische Anklänge zur Arie „Qualche volta non fa male“ aus Haydns Oper Il mondo della luna (1777) auf; auch am Schluss des „Alleluja“ aus Mozarts Exsultate, jubilate (1773) lässt sich ein sehr ähnliches Motiv erkennen. Die Frage aber, ob es sich hierbei um eine bewusste Entlehnung Haydns handelt, muss ungeklärt bleiben.

## Satzbezeichnungen
1. Allegro 
 
2. Poco Adagio. Cantabile – Var. I–IV 
 
3. Menuetto 
 
4. Finale. Presto 
 